# RM-90 Blue Scout II

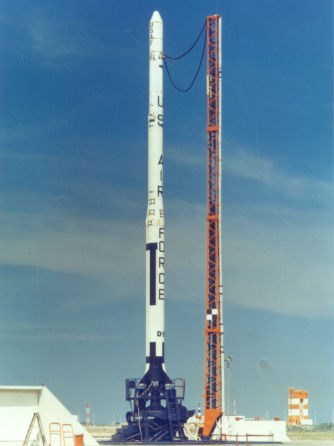
Um Blue Scout II na plataforma de lançamento.

O Blue Scout II - RM-90 (designação da Ford Aeronutronics) XRM-90 (designação da aeronáutica), é um foguete de sondagem da Força Aérea dos Estados Unidos. Ele fazia parte da família de foguetes Scout. O programa Blue Scout, era uma variante da Aeronáutica sobre o projeto do foguete Scout da NASA.
Também conhecido como HETS de (Hyper Environmental Test System) ou sistema 609A, sendo os foguetes, genericamente conhecidos como Blue Scout. Diferente da NASA, que usava a Ling-Temco-Vought (LTV) como empresa integradora, a USAF preferiu optar pela Ford Aeronutronics.
Esse modelo em especial, era basicamente o mesmo modelo de foguete Scout usado pela NASA, com os mesmos quatro estágios. Só não era idêntico, pois a coifa que cobria a carga útil, tinha o mesmo diâmetro do terceiro estágio, enquanto a do modelo da NASA, tinha um diâmetro maior.
Desse modelo, apenas três lançamento foram efetuados: um em 3 de março e outro em 12 de abril de 1961, ambos bem sucedidos. O terceiro foi utilizado pela NASA para a missão Mercury-Scout 1, mas não foi bem sucedido. O foguete ficou fora de controle depois de 28 segundos de voo, quando o motor do primeiro estágio desligou inadvertidamente e foi destruído pelo oficial de segurança de área, 43 segundos depois da decolagem.
Com isso, a USAF abandonou os modelos Blue Scout I e II e prosseguiu apenas usando o Blue Scout Junior.